# Antoine Joly (relieur)
Pour les articles homonymes, voir Joly.
Ne doit pas être confondu avec Antoine Joly.
Antoine Joly (Lamarche, 28 mai 1838 – ?, 1917) est un relieur français.

## Biographie
Avec son fils Robert (né en 1878), Antoine Joly se forme auprès du relieur dans l'atelier de Léon Gruel. Les bibliophiles tels Jules Chadel, Henri Vever ou William Augustus Spencer ont possédé quelques-unes de ses œuvres. Antoine Joly joue un rôle majeur dans une commande passée par Henri Vever au dessinateur auvergnat Jules Chadel, ayant pour objet de créer 122 reliures pour la bibliothèque personnelle d'Henri Vever. L'élève de Léon Gruel sera l'un des douze relieurs qui collaboreront sur le projet et nombreuses des reliures qu'il a réalisé pour Henri Vever sont visibles dans La reliure française de 1900 à 1925, par Ernest De Crauzat.

## Collections
- British Library
- Bibliothèque du Patrimoine de Clermont Auvergne Métropole
- Librairie du Congrès

## Galerie

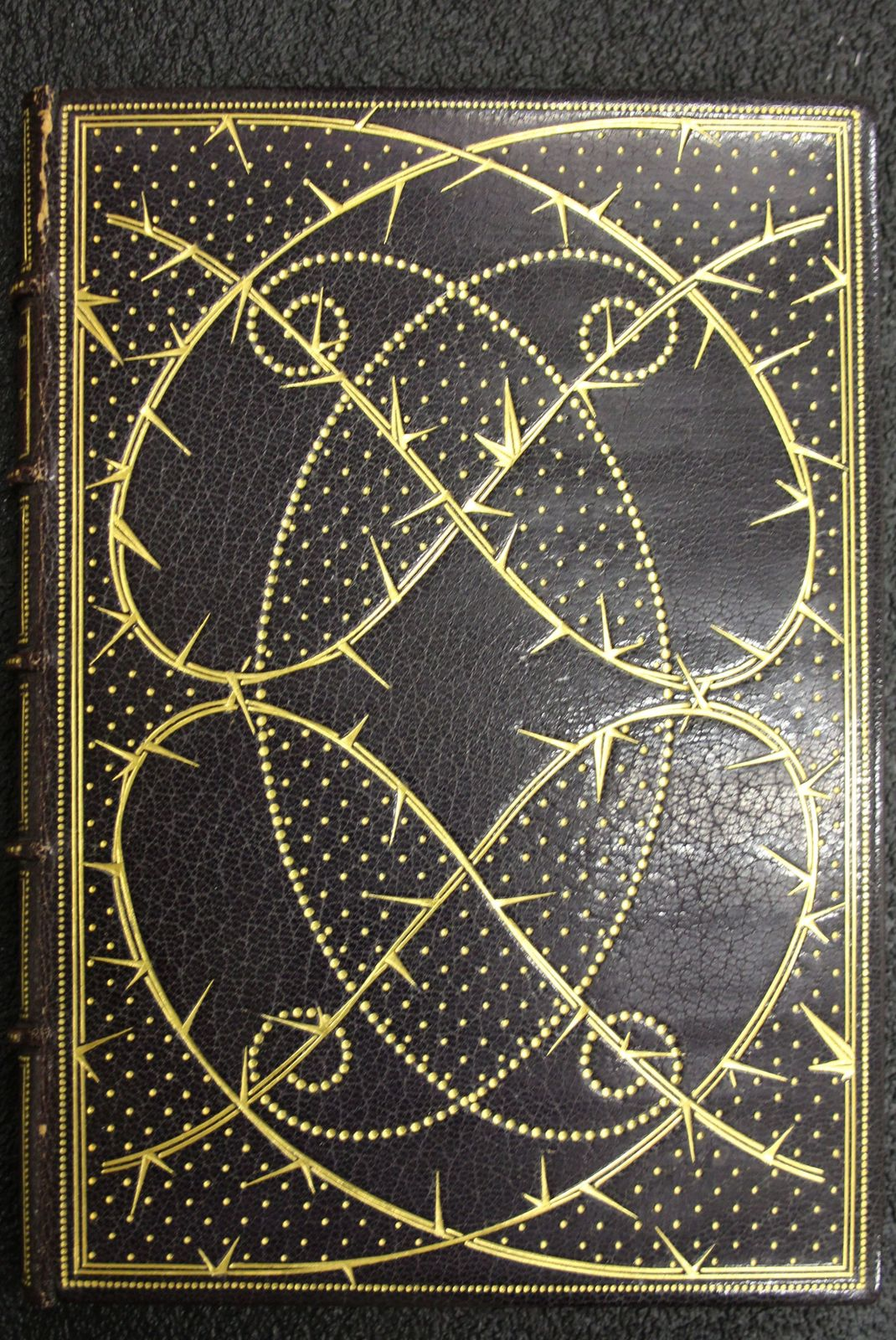
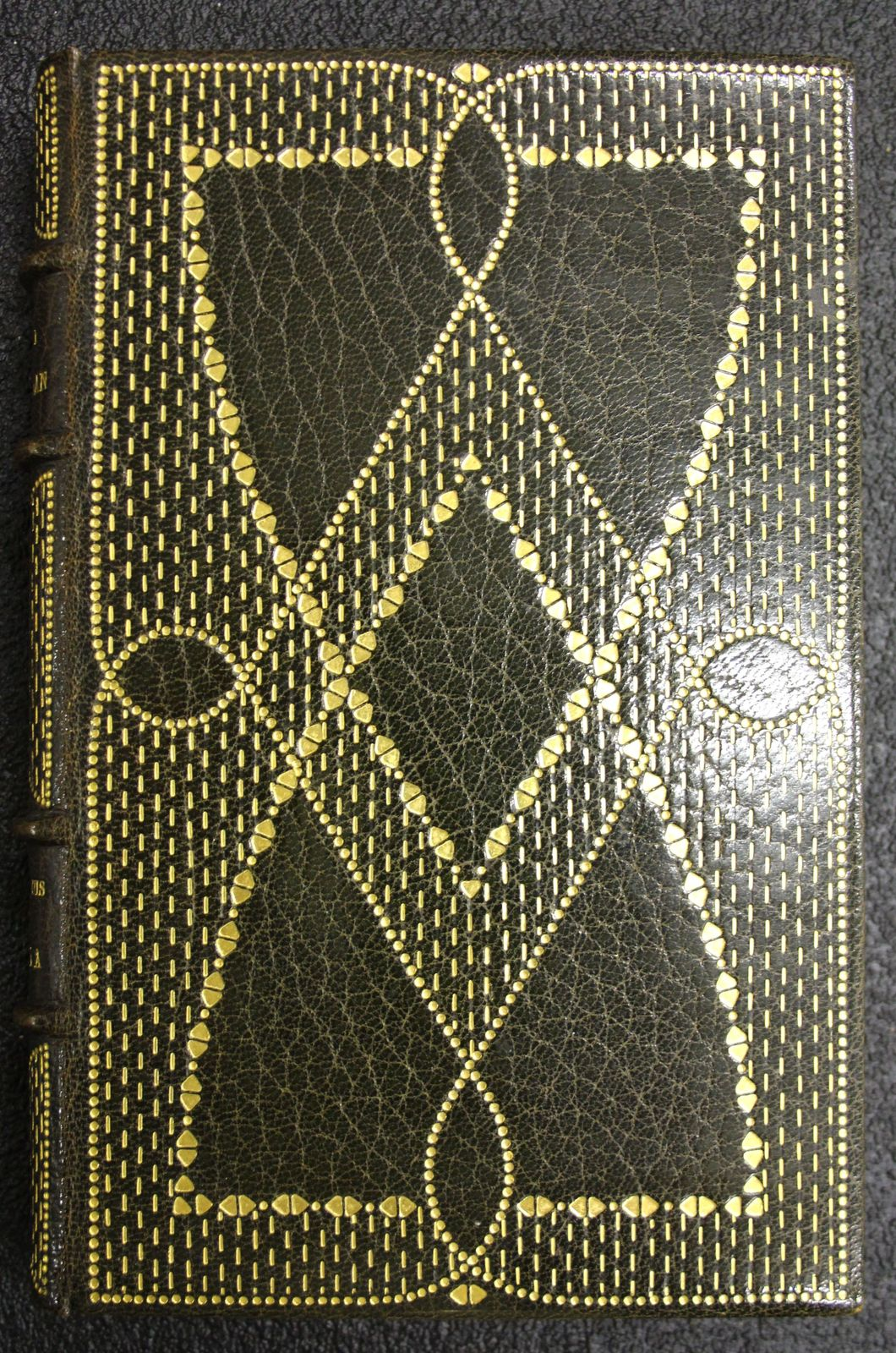